# Caroline Ladagnous
Caroline Ladagnous (22 de setembro de 1988) é uma jogadora de rugby sevens francesa.

## Carreira
Caroline Ladagnous integrou o elenco da Seleção Francesa Feminina de Rugbi de Sevens, na Rio 2016, que foi 6º colocada.